# اليمن الحوثي

الأراضي التي يسيطر عليها الحوثيون اعتباراً من مارس 2025

اليمن الحوثي يشكل مناطق اليمن تحت الحكم الفعلي للحوثيين، وهم تنظيم سياسي وعسكري شيعي زيدي. منذ استيلاء الحوثيين على السلطة في سبتمبر 2014، حافظوا على السيطرة على أجزاء كبيرة من شمال وغرب اليمن، بما في ذلك العاصمة صنعاء. تعمل إدارتهم، المجلس السياسي الأعلى، في المعارضة للحكومة المعترف بها دوليًا في اليمن.   يهدف الحوثيون إلى حكم اليمن بالكامل ودعم الحركات الخارجية ضد الولايات المتحدة وإسرائيل والسعودية. بسبب خلفية الحوثيين الأيديولوجية، يُنظر إلى الصراع في اليمن على نطاق واسع على أنه جبهة لصراع إيران والسعودية بالوكالة.
في سبتمبر 2014، أثناء الحرب الأهلية اليمنية أطاح المتمردون الحوثيون بالرئيس عبد ربه منصور هادي من العاصمة صنعاء. هدف التدخل العسكري بقيادة السعودية في عام 2015 إلى استعادة حكومة هادي، ولكن العديد من الكيانات السياسية تدعي حكم اليمن.     قتل 56 ألف مدني ومقاتل على الأقل في العنف المسلح في الحرب الأهلية اليمنية منذ يناير 2016. كما أدت الحرب إلى مجاعة تضر 17 مليون شخص. كما أدى نقص مياه الشرب الآمنة، الناجم عن تدهور الأحياء المائية وتدمير البنية التحتية للمياه في البلاد، إلى أكبر وباء للكوليرا السريع الانتشار في التاريخ الحديث، حيث تجاوز عدد الحالات المشتبه فيها 994,751. مات أكثر من 2,226 شخصا منذ أن بدأ تفشي المرض بسرعة في نهاية أبريل 2017. وقد تلقت الأزمة الإنسانية المستمرة والصراع انتقادات واسعة النطاق لأنها تؤثر بشكل كبير على التدهور على الوضع الإنساني في اليمن.